# Lizardo García
Lizardo García Sorroza (Guayaquil, 26 de abril de 1844 - Guayaquil, 29 de mayo de 1937) fue un comerciante y político ecuatoriano que ejerció como Presidente de Ecuador desde el 1 de septiembre de 1905 hasta el 15 de enero de 1906.

## Biografía
Lizardo García nació en Guayaquil el 26 de abril de 1844. Su padre era miembro del gremio de carpinteros de Ribera. Estudió la educación primaria en el colegio San Luis Gonzaga de los jesuitas. A los 12 años de edad, empezó a trabajar en un almacén de abarrotes donde hizo prácticas de comercio. A los 19 de años de edad, se afilió a la recién fundada Cámara de Comercio de Guayaquil. Desde los 20, trabajó por 15 años en labores de administración y contabilidad de la Casa Luzárraga. A los 24, se casó con Carmen Coello Álvarez. Durante 66 años tuvo un matrimonio feliz hasta la muerte de su esposa en 1934. A los 35, fundó la empresa "N. Norero y Cía." e hizo riqueza gracias a su perseverancia y hombría de bien. A los 59, integró la Comisión Consultiva de Aduana y fundó la firma importadora "L. García y Co.", al frente del Palacio Municipal. Por 16 años formó parte del directorio de la Cámara de Comercio. 
Perteneció al directorio de la Sociedad Protectora de la Infancia y fue miembro de la Junta de Beneficencia de Guayaquil.
Militó desde joven en las filas liberales, se opuso a la dictadura de Ignacio de Veintemilla y al progresismo de Luis Cordero Crespo; ayudaba con dinero a los liberales exiliados en Perú y Centroamérica, suscribió el Acta de Pronunciamiento del 5 de junio de 1895 e integró el Comité de Recepción al general Eloy Alfaro. En 1895 fue nombrado ministro de Hacienda, Crédito y Obras Públicas, durante la campaña militar de ese año se le encargaron todas las carteras como ministro General. García se retiró a la vida privada una vez que el liberalismo se consolidó en Ecuador luego de la victoria de Gatazo el 15 de agosto de 1895. A fines de ese año viajó a París. En el Gran Incendio de Guayaquil de 1896 perdió casa y enseres. 
Regresó a Guayaquil en 1898, fue elegido senador y vicepresidente del Senado. Impulsó los proyectos de las leyes de Bancos y de la Moneda. En 1899 ocupó la presidencia de la Municipalidad de Guayaquil y dirigió la Junta de Canalización que dotó con la planta proveedora de agua al Cuerpo de Bomberos y aumentó el caudal de agua potable. En el pánico bancario de 1901, fue nombrado "liquidador de la quiebra" del Banco Comercial y Agrícola, pero su gestión fue tan eficaz que logró rehabilitar el banco en pocos meses. En 1903, el presidente Leonidas Plaza lo designó comisionado Fiscal en Londres para tratar el arreglo de cuentas de la construcción del ferrocarril. Luego de cinco meses de gestión publicó el folleto "Deuda Externa". 
En 1905 fue elegido presidente de la República. Depuesto en enero de 1906 por Alfaro, viajó con salvoconducto a Barcelona, de donde retornó en 1912 casi ciego por la enfermedad del glaucoma. En Barcelona escribió el folleto "La propiedad en su aspecto sociológico". En 1923 el Concejo Cantonal le declaró "Hijo Benemérito de la Ciudad de Guayaquil". Su fortuna había disminuido, pero en 1931 heredó de su hijo "La Linda", hacienda de 20 mil hectáreas en Balzar. 
Murió en Guayaquil el 29 de mayo de 1937 a los 93 años de edad. Bondadoso, gentil, sencillo, simpático, amiguero y deferente con todos, tocaba la flauta y poseía muy bien el francés. Le gustaba la comida criolla y especialmente el pescado al vapor y la avena con leche, azúcar y canela.

## Presidencia Constitucional del Ecuador
Lizardo García triunfó en las elecciones presidenciales de 1905 con 74.369 votos como candidato oficialista. En su mandato, García nombró a Gonzalo Córdova, como ministro de lo Interior; al coronel Tomás C. Larrea, ministro de Guerra y Marina, y a Juan Francisco Game para Hacienda, los tres, liberales convencidos. Designó a Leonidas Plaza como ministro plenipotenciario en Washington D. C., y se propuso afianzar la paz mediante el respeto a los derechos políticos, la reorganización de la Hacienda Nacional, el enrumbamiento de la política exterior y el impulso a la agricultura y el comercio. 
Para contener una división más honda del liberalismo, el Congreso puso a Eloy Alfaro en la Comisión Codificadora de Leyes Militares. Los defensores de García decían que Alfaro conspiraba aprovechándose de esta ocasión. Los de Alfaro decían que el gobierno lo vigilaba y le hacía imposible cumplir con el encargo del Congreso. Alfaro renunció el 1 de diciembre de 1905 y se radicó en Guayaquil. Alfaro y la Junta Radical conspiraban ciertamente so pretexto de «salvar la Revolución». Se difamó a García y a sus ministros y se azuzó al Ejército. Alfaro contaba con el apoyo de grupos populares, de teóricos del radicalismo y de una fracción de la burguesía interesada en desarrollar la industria nacional. Contaba con el dinero de Archer Harman, el contratista del ferrocarril.

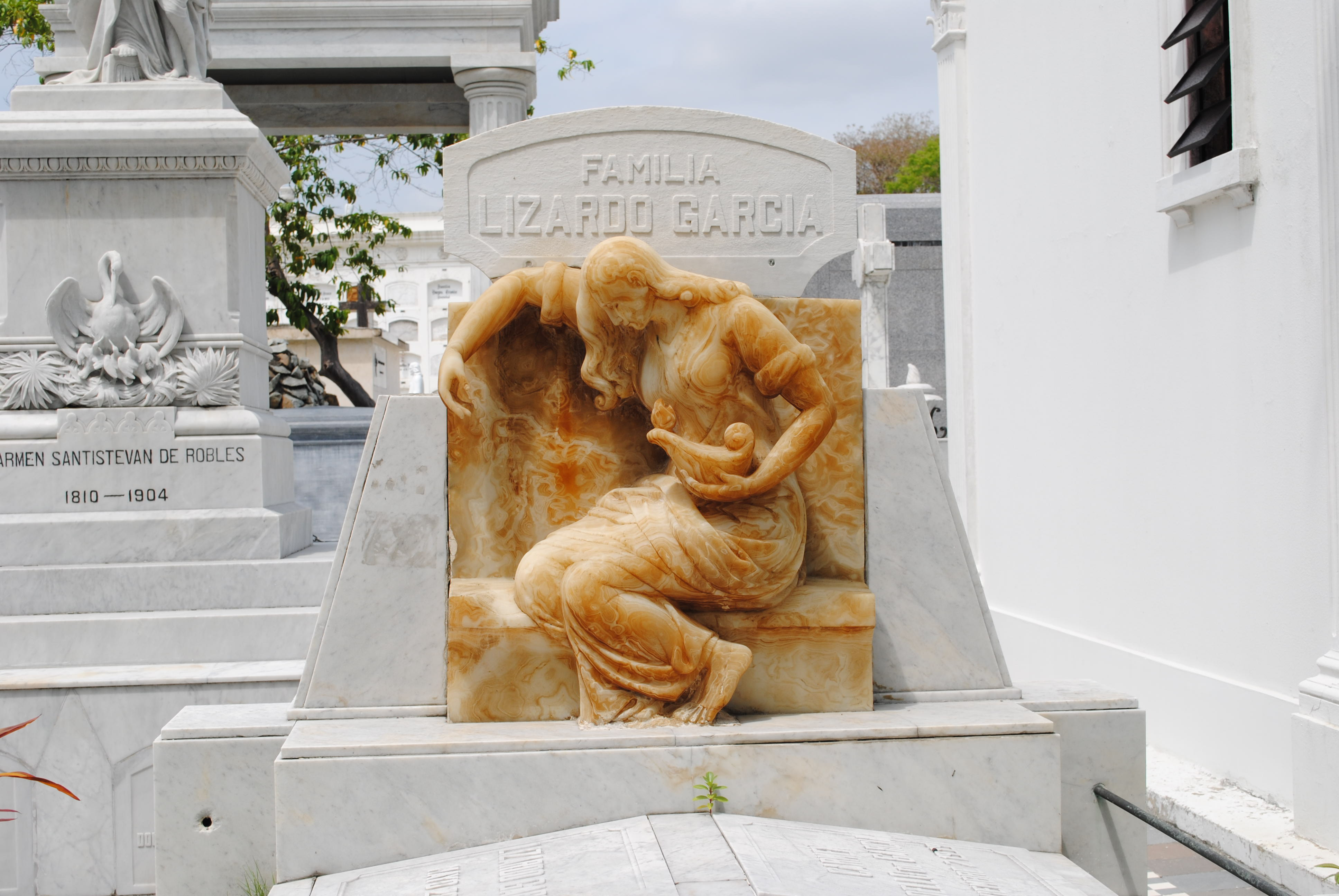
Mausoleo en el Cementerio General de Guayaquil

Alfaro planeó un golpe de Estado mediante el levantamiento de los cuarteles, seguido por el pronunciamiento de la sociedad civil. Así se hizo el 31 de diciembre de 1905 en Riobamba y Guaranda. Dirigió el levantamiento de Riobamba el coronel Emilio Terán, quien desconoció a García mediante un telegrama que se entregó al presidente cuando se hallaba celebrando el Año Nuevo. García organizó la resistencia para defender la Constitución y llamó a Plaza. Partiendo de incógnito desde Guayaquil, Alfaro empezó una campaña de 20 días contra las fuerzas constitucionales de García. Venció en Chasqui, Cotopaxi, y entró a Quito el 17 de enero de 1906. Guayaquil se pronunció por Alfaro dos días después. En Chasqui murieron 150 soldados y quedaron heridos 200. En Guayaquil, murieron más de 300 personas. Y comenzó el segundo alfarismo.

### Ministros de Estado
| Ministerio                          | Ministro                    |
| ----------------------------------- | --------------------------- |
| Ministerio de Guerra y Marina       | Coronel Tomás Larrea        |
| Ministerio de Instrucción Pública   | Ángel Meneses               |
| Ministerio del Interior             | Gonzalo Córdova             |
| Ministerio de Hacienda              | Juan F. Game                |
| Ministerio de Relaciones Exteriores | Gonzalo Córdova (Encargado) |

Fuente: